# Col White
Le col White (anglais : White Pass) est un col de montagne situé dans la chaîne Côtière à la frontière entre l'État américain de l'Alaska et la Colombie-Britannique (Canada). Il relie la ville de Skagway (Alaska) à la ville fantôme de Bennett sur le lac Bennett.
La route qui permet de traverser le col, surnommée la White Pass Trail, était une des deux principales routes utilisées par les prospecteurs d'or pour se rendre dans la région de Dawson City, pendant la ruée vers l'or du Klondike. La route du White Pass pour relier Bennett était certes plus longue, mais beaucoup moins escarpée que la piste Chilkoot qui passait à quelques kilomètres à l'ouest. Cependant, elle était considérée comme beaucoup plus dangereuse en raison du nombre de crimes qui y étaient perpétrés pour voler l'or des victimes.

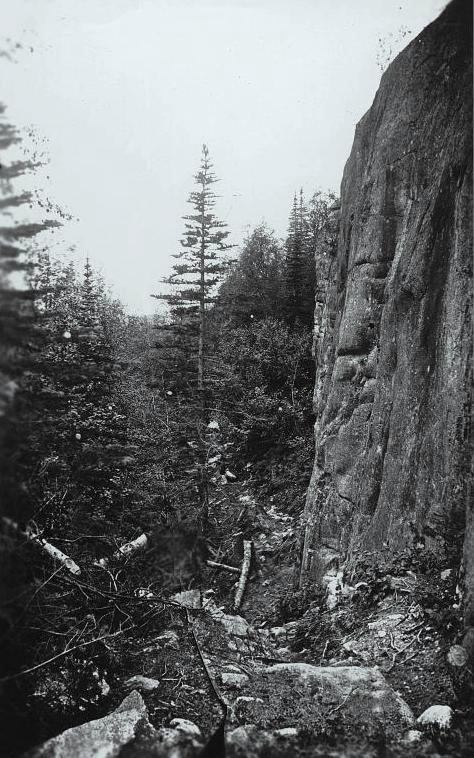
Piste Dead Horse, vers 1898.

En raison de son élévation moindre, une voie de chemin de fer put être construite à travers le col White. Une fois les travaux achevés en 1900, la route du col Chilkoot perdit une grande partie de sa fréquentation. On estime à 3 000 le nombre de chevaux qui moururent pendant la ruée vers l'or ; aussi, cette route fut surnommée le « Dead Horse Trail » (anglais : piste du cheval mort). Les chercheurs d'or transportaient leur matériel et leurs provisions de Skagway au lac Bennett, d'où ils achetaient ou construisaient des embarcations pour pouvoir descendre le fleuve Yukon et rejoindre les gisements aurifères du Klondike près de la ville de Dawson City.
Le White Passe fut découvert par Skookum Jim Mason et William Moore, ceux-là mêmes qui firent démarrer la ruée vers l'or. Le col fut nommé ainsi en l'honneur de Thomas White, ministre de l'intérieur du Canada, par William Ogilvie en 1887. 